# Synagoge Ortelsburg
Die Synagoge Ortelsburg war eine Synagoge in Ortelsburg, dem heutigen Szczytno in Polen.

## Geschichte
Die Synagoge in Ortelsburg, einer Kleinstadt im masurischen Seengebiet im historischen Ostpreußen, wurde im Jahre 1886 zusammen mit einer Mikwe eingeweiht. 1914 brannte sie bei der Zerstörung der Stadt durch russische Truppen im Ersten Weltkrieg völlig nieder. Danach diente zunächst ein Provisorium als Bethaus. Die neue Synagoge Ortelsburg wurde vom Architekten August Wiegand entworfen und 1924 eingeweiht. Während der Novemberpogrome 1938 wurde sie niedergebrannt und nicht mehr aufgebaut.